# Kristina Šmigun-Vähi
Kristina Šmigun-Vähi, norveška smučarska tekačica, * 23. februar, 1977, Tartu, Estonija.
Kristina Šmigun-Vähi je dvakratna olimpijska prvakinja iz Zimskih olimpijskih iger 2006, na igrah leta 2010 je osvojila še naslov olimpijske podprvakinje, v skupno petih nastopih na olimpijskih igrah. Na svetovnih prvenstvih je osvojila eno zlato, tri srebrne in dve bronasti medalji. V svetovnem pokalu, kjer je nastopala med letoma 1994 in 2010, je osvojila 16 zmag in 49 uvrstitev na stopničke.